# Baghead – Holtakkal suttogó
A Baghead – Holtakkal suttogó (eredeti cím: Baghead) 2023-ban bemutatott koprodukciós horrorfilm, amelyet Christina Pamies és Bryce McGuire forgatókönyvéből Alberto Corredor rendezett. A főbb szerepekben Freya Allan, Ruby Barker, Jeremy Irvine Anne Müller és Svenja Jung látható. A film Alberto Corredor 2017-es Baghead című rövidfilmje alapján készült.
Németországban 2023. december 28-án, míg Magyarországon 2024. március 24-én mutatták be a mozikban.

## Cselekmény
A fiatal Iris Lark egyedül él Londonban. Hamarosan megtudja, hogy elhidegült édesapja, Owen tűzhalált halt Berlinben. Egy közjegyző közli vele, hogy egy lepukkant berlini kocsmát örökölt az apjától. A lány azt reméli, pénzt kereshet vele, ezért elfogadja az örökséget.
Ekkor azonban még fogalma sincs a kocsma pincéjében élő „Baghead”-ről, egy olyan lényről, aki képes két percre az elhunytak alakját felvenni. Owen talán arra használta fel a lényt, hogy pénzt gyűjtsön kétségbeesett emberektől, akik újra beszélni akartak halott szeretteikkel.
Ha azonban megszegik a kétperces szabályt, annak véres következményei lehetnek, és a Baghead áldozatokat szed. Iris egy halála előtt rögzített videóüzenetben azt a tanácsot kapja az apjától, hogy Baghead nem hagyhatja el a pincét.

## Szereplők
| Szerep      | Színész         | Magyar hang        |
| ----------- | --------------- | ------------------ |
| Iris        | Freya Allan     | Koller Virág       |
| Katie       | Ruby Barker     | Törőcsik Franciska |
| Neil        | Jeremy Irvine   | Fehér Tibor        |
| Otto Vogler | Felix Römer     | Borbiczki Ferenc   |
| Owen        | Peter Mullan    | Rosta Sándor       |
| ügyvéd      | Ned Dennehy     | Ujréti László      |
| Catherine   | Saffron Burrows | Sánta Annamária    |
| Regina      | Julika Jenkins  | Németh Kriszta     |
| Sarah       | Svenja Jung     | Gáspár Kata        |

### Magyar változat
- Bemondó: Király Attila
- Magyar szöveg: Roatis Andrea
- Hangmérnök és szinkronrendező: Kelemen Tamás
- Rendezőasszisztens: Fazekas Eszter
- Vágó: Orosz Dávid
- Gyártásvezető: Molnár Melinda
- Produkciós vezető: Kovács Anita

A szinkront a Dream Voice Stúdió készítette el.

## A film készítése
A filmet az amerikai The Picture Company készítette, producerei Alex Heinemann és Andrew Rona voltak. A társproducerek Charlie Woebcken, Christoph Fisser és Henning Molfenter a Studio Babelsbergtől. A francia Studiocanal filmgyártó cégnél a produkciót Ron Halpern, Shana Eddy és Rachel Henchosberg felügyelte.
A forgatás 30 napon át, 2021. október 18. és november 26. között volt Németországban. A forgatás a potsdami Studio Babelsbergben és Berlinben zajlott. A produkciót a Német Nemzeti Filmalap és a Medienboard Berlin-Brandenburg GmbH támogatta.